# Гречутино
Гречутино — деревня в Харовском районе Вологодской области.
Входит в состав Михайловского сельского поселения, с точки зрения административно-территориального деления — в Михайловский сельсовет.
Расстояние по автодороге до районного центра Харовска — 19 км, до центра муниципального образования Михайловского — 2 км.
По переписи 2002 года население — 6 человек.